# Huigh de Groothof
Het Huigh de Groothof is een rond 1975 gebouwd complex met hofje in de stad Delft, in de Nederlandse provincie Zuid-Holland.

## Ontstaan
Het complex, vernoemd naar rechtsgeleerde Hugo de Groot, werd in 1975 gebouwd op verzoek van de Delftse Katholieke Stichting voor Bejaardenzorg in samenwerking met het Rooms Katholieke Armbestuur. De opdracht bestond uit het opleveren van 39 seniorenwoningen, een dienstencentrum en winkels.
De aanleg ervan was een onderdeel van het Komplan uit 1956 van de Delftse hoogleraren S.J. van Embden en J.H. Froger. De ontwerpers wilden met het project laten zien hoe oude stadskernen verbeterd konden worden door bestaande bebouwing te restaureren en krotten te slopen, met als doel het tegengaan van verarming van de binnenstad. Door deze nieuwe manier van stadsvernieuwing kreeg het hofje het predicaat "experimentele woningbouw". Het was daarmee een van de 64 experimentele woningbouwprojecten, gebouwd tussen 1968 en 1980, die door de Nederlandse overheid financieel gesteund werden om vernieuwingen in de woningbouw te realiseren. Het was een van de vier seniorencomplexen die binnen dit project werden neergezet.

## Kenmerken
De toegangspoort tot het hof is een onderdoorgang ter hoogte van Oude Langendijk 36, tegenover de Nieuwe Kerk. De voorkant van het gebouw bestaat gedeeltelijk uit een gerestaureerde gevel in neo-classicistische stijl, met drie verdiepingen. Op de begane grond aan de voorkant bevinden zich - volgens het ontwerp - verschillende winkels. Naast de toegangspoort hangt een plaquette die herinnert aan het huis waar Hugo de Groot in 1583 geboren werd, en wat zich op deze plek bevond. De onderdoorgang is een mini-museumpje gewijd aan Hugo de Groot. 
De onderdoorgang komt uit op een openbaar toegankelijk binnenhof, met toegang tot een trappenhuis en een lift. Aan de achterzijde van het hof is er een smalle doorgang naar de Beestenmarkt. Het straatje dat de Oude Langendijk en de Beestenmarkt verbindt, en daarmee het hofje doorkruist, luistert naar de naam Maria van Reigersberchstraat, vernoemd naar de echtgenote van Hugo de Groot.
In het hof staat sinds ongeveer 2021 een rij zware stenen plantenbakken van blauw Belgisch hardsteen, met metalen ringen eraan. Dit waren van origine voederbakken voor paarden, die tijdens het voeren aan de ringen konden worden vastgezet. De bakken zijn afkomstig uit verschillende dorpen in de omgeving, waar ze tot de eerste helft van de 20ste eeuw in hun oorspronkelijke functie gebruikt werden. Van Haaren Vastgoed, eigenaar en verhuurder van het complex, introduceerde ze in het Huigh de Groothof als decoratief element.